# Sultan Azlan Shah Cup 2025
Navigation
Ipoh 2024 2026
La Sultan Azlan Shah Cup 2025 sera la 31e édition de la Sultan Azlan Shah Cup, un tournoi sur invitation de hockey sur gazon pour les équipes nationales masculines. Le tournoi se déroulera du 22 au 29 novembre 2025 à Ipoh en Malaisie.

## Équipes qualifiées
Les six équipes présentes dans la liste sont invitées par la Confédération malaisienne de hockey pour participer au tournoi sur invitation.
Le Japon en tant que tenant du titre et le Pakistan en tant que finaliste de l'édition 2024 renoncent quant à eux à la compétition,.
| Équipe    | Apparition | Dernière apparition | Précédente meilleure performance         |
| --------- | ---------- | ------------------- | ---------------------------------------- |
| Belgique  | 2e         | 2008                | 6e place: (2008)                         |
| Canada    | 11e        | 2024                | Quatrième: (1995, 1999, 2019)            |
| Allemagne | 9e         | 2004                | Champion: (1987, 2001)                   |
| Inde      | 23e        | 2019                | Champion: (1985, 1991, 1995, 2009, 2010) |
| Irlande   | 2e         | 2018                | 6e place: (2018)                         |
| Malaisie  | 31e        | 2024                | Champion: (2022)                         |

## Format

### Compétition
Les 6 équipes sont réparties en un seul groupe de 6 équipes au premier tour. Le format est celui d'un tournoi toutes rondes simple : chaque équipe joue un match contre les cinq autres équipes du même groupe.
À l'issue du premier tour:
- les deux premiers se qualifient pour la finale,
- les deux suivants se qualifient pour le match pour la 3e place,
- et les deux derniers se qualifient pour le match pour la 5e place.

### Critères de départage
En cas d'égalité de points entre plusieurs équipes, les critères suivants sont appliqués dans l'ordre indiqué pour établir leur classement:
1. Plus grand nombre de victoires,
2. Meilleure différence de buts,
3. Plus grand nombre de buts marqués,
4. Plus grand nombre de points marqués entre les équipes concernées,
5. Plus grand nombre de buts marqués de plein jeu.

## Premier tour

### Classement
| Rang | Équipe     | Pts | J | G | N | P | Bp | Bc | Diff |
| ---- | ---------- | --- | - | - | - | - | -- | -- | ---- |
| 1    | Belgique   | 0   | 0 | 0 | 0 | 0 | 0  | 0  | 0    |
| 2    | Allemagne  | 0   | 0 | 0 | 0 | 0 | 0  | 0  | 0    |
| 3    | Inde       | 0   | 0 | 0 | 0 | 0 | 0  | 0  | 0    |
| 4    | Irlande    | 0   | 0 | 0 | 0 | 0 | 0  | 0  | 0    |
| 5    | Malaisie H | 0   | 0 | 0 | 0 | 0 | 0  | 0  | 0    |
| 6    | Canada     | 0   | 0 | 0 | 0 | 0 | 0  | 0  | 0    |

### Rencontres
| Match 1                | Irlande | -   | Canada |                             |                             |
| 22 novembre 2025 16h00 |         | (-) |        | Arbitrage : Arbitre vidéo : | Arbitrage : Arbitre vidéo : |

| Match 2                | Allemagne | -   | Inde |                             |                             |
| 22 novembre 2025 18h15 |           | (-) |      | Arbitrage : Arbitre vidéo : | Arbitrage : Arbitre vidéo : |

| Match 3                | Malaisie | -   | Belgique |                             |                             |
| 22 novembre 2025 20h30 |          | (-) |          | Arbitrage : Arbitre vidéo : | Arbitrage : Arbitre vidéo : |

| Match 4                | Irlande | -   | Inde |                             |                             |
| 23 novembre 2025 16h00 |         | (-) |      | Arbitrage : Arbitre vidéo : | Arbitrage : Arbitre vidéo : |

| Match 5                | Allemagne | -   | Belgique |                             |                             |
| 23 novembre 2025 18h15 |           | (-) |          | Arbitrage : Arbitre vidéo : | Arbitrage : Arbitre vidéo : |

| Match 6                | Malaisie | -   | Canada |                             |                             |
| 23 novembre 2025 20h30 |          | (-) |        | Arbitrage : Arbitre vidéo : | Arbitrage : Arbitre vidéo : |

| Match 7                | Canada | -   | Allemagne |                             |                             |
| 25 novembre 2025 16h00 |        | (-) |           | Arbitrage : Arbitre vidéo : | Arbitrage : Arbitre vidéo : |

| Match 8                | Belgique | -   | Inde |                             |                             |
| 25 novembre 2025 18h15 |          | (-) |      | Arbitrage : Arbitre vidéo : | Arbitrage : Arbitre vidéo : |

| Match 9                | Malaisie | -   | Irlande |                             |                             |
| 25 novembre 2025 20h30 |          | (-) |         | Arbitrage : Arbitre vidéo : | Arbitrage : Arbitre vidéo : |

| Match 10               | Belgique | -   | Canada |                             |                             |
| 26 novembre 2025 16h00 |          | (-) |        | Arbitrage : Arbitre vidéo : | Arbitrage : Arbitre vidéo : |

| Match 11               | Allemagne | -   | Irlande |                             |                             |
| 26 novembre 2025 18h15 |           | (-) |         | Arbitrage : Arbitre vidéo : | Arbitrage : Arbitre vidéo : |

| Match 12               | Malaisie | -   | Inde |                             |                             |
| 26 novembre 2025 20h30 |          | (-) |      | Arbitrage : Arbitre vidéo : | Arbitrage : Arbitre vidéo : |

| Match 13               | Irlande | -   | Belgique |                             |                             |
| 28 novembre 2025 16h00 |         | (-) |          | Arbitrage : Arbitre vidéo : | Arbitrage : Arbitre vidéo : |

| Match 14               | Inde | -   | Canada |                             |                             |
| 28 novembre 2025 18h15 |      | (-) |        | Arbitrage : Arbitre vidéo : | Arbitrage : Arbitre vidéo : |

| Match 15               | Malaisie | -   | Allemagne |                             |                             |
| 28 novembre 2025 20h30 |          | (-) |           | Arbitrage : Arbitre vidéo : | Arbitrage : Arbitre vidéo : |

## Deuxième tour

### Match pour la5eplace
| Match 16               | 5e premier tour | -   | 6e premier tour |                             |                             |
| 29 novembre 2025 16h00 |                 | (-) |                 | Arbitrage : Arbitre vidéo : | Arbitrage : Arbitre vidéo : |

### Match pour la3eplace
| Match 17               | 3e premier tour | -   | 4e premier tour |                             |                             |
| 29 novembre 2025 18h15 |                 | (-) |                 | Arbitrage : Arbitre vidéo : | Arbitrage : Arbitre vidéo : |

### Finale
| Match 18               | 1er premier tour | -   | 2e premier tour |                             |                             |
| 29 novembre 2025 20h30 |                  | (-) |                 | Arbitrage : Arbitre vidéo : | Arbitrage : Arbitre vidéo : |

## Statistiques

### Classement final
| Rang               | Équipe     | J | V | N | P | BP | BC | +/- | Pts | Classement mondial FIH | Classement mondial FIH | Classement mondial FIH |
| Rang               | Équipe     | J | V | N | P | BP | BC | +/- | Pts | Avant                  | Après                  | +/-                    |
| ------------------ | ---------- | - | - | - | - | -- | -- | --- | --- | ---------------------- | ---------------------- | ---------------------- |
| Médaille d'or      | Belgique   | 0 | 0 | 0 | 0 | 0  | 0  | 0   | 0   |                        |                        |                        |
| Médaille d'argent  | Allemagne  | 0 | 0 | 0 | 0 | 0  | 0  | 0   | 0   |                        |                        |                        |
| Médaille de bronze | Inde       | 0 | 0 | 0 | 0 | 0  | 0  | 0   | 0   |                        |                        |                        |
| 4                  | Irlande    | 0 | 0 | 0 | 0 | 0  | 0  | 0   | 0   |                        |                        |                        |
| 5                  | Malaisie H | 0 | 0 | 0 | 0 | 0  | 0  | 0   | 0   |                        |                        |                        |
| 6                  | Canada     | 0 | 0 | 0 | 0 | 0  | 0  | 0   | 0   |                        |                        |                        |